# Радиоканал
Вещательная программа (в разговорной среде — «радиостанция») — совокупность вещательных передач. В российском праве данному термину соответствует термин «радиоканал» — в соответствии с программой передач и выходящая в эфир совокупность радиопрограмм и (или) иных звуковых и материалов. Также данный термин получил широкое распространение во многих странах имеющих многопрограммные вещательные организации — дат., швед., норв. radiokanal, фин. radiokanava, в Германии, Италии и Испании в разговорной среде применяется термин «радиопередатчик» (нем. Hörfunksender, ит. Emittente radiofonica, исп. Emisora de radio), во Франции, Чехии и англоязычных странах — «радиостанция» (анг. radio station, фр. station de radio, чеш. rozhlasové stanice)
В зависимости от охвата вещанием делятся на:
- Общегосударственные (напр. Deutschlandfunk, BBC Radio 4, France Inter, Rai Radio 1, Радио России)
- Местные (напр. BBC Radio London, Radio Berlin 88,8)
- Международные (напр. BBC World Service, RFI Monde, RFI Afrique, RFI Roumanie, Rai Radio Italia, RRI Romania Live, Radio Chișinău, Duna World Rádió, Η Φωνή της Ελλάδας, Sputnik)

В зависимости от способа распространения на расстояние:
- эфирные
- проводные — в странах в которых существует или существовало проводное вещание проводные программы как правило состоят или состояли из ретрансляции радиопрограмм, исключением являются итальянские Rai Radio 4 и Rai Radio 5

В зависимости от типа передаваемого сигнала на:
- аналоговые (по одному техническому каналу передаётся одна программа)
- цифровые (по одному техническому каналу одновременно может передаваться одна или несколько программ)